# Савеловський напрямок Московської залізниці
Савеловський напрямок Московської залізниці — залізнична лінія на північ від Москви. Обсяг приміських перевезень у напрямку становить понад 103 тисяч пасажирів на добу (2012).
Лінія, в основному, використовується приміськими електропоїздами, Аероекспрес в Шереметьєво, регіональними експресами в Дубну, Дмитров і Лобню. Для них основний пасажирський термінал в Москві — Савеловський вокзал. Єдиний поїзд далекого прямування (на Рибінськ, причіпні вагони на Углич, Весьєгонськ, Пестово) відправляється з Білоруського вокзалу. Раніше також ходив потяг до Санкт-Петербурга по об'їзній колії через станцію Сонково.
Напрямок включає:
- Головний хід до станції Савелово (місто Кімри) завдовжки 128 км. Ділянка до станції Дмитров двоколійна, далі одноколійна. Станція Савелово є межевою між МЗ і Октябрською залізницею (сама станція належить ОЗ). Далі Савелово лінія Октябрської залізниці прямує одноколійна неелектрифікована.
  - При цьому ділянка Ікша-Дмитров поєднана з Великим кільцем МЗ
- Відгалуження до Аеропорту Шереметьєво. Працюють тільки Аероекспрес.
- Відгалуження до станції Дубна завдовжки 51 км. Одноколійне.

Від платформи Трудова уздовж лінії прямує траса каналу імені Москви.

## Історія
Будівництво залізниці від Москви на Савелово розпочато наприкінці XIX століття за ініціативи Сави Мамонтова, акціонера і директора товариства Московсько-Ярославської залізниці і відомого мецената. Лінія відкрита в грудні 1900 на ділянці Бескудниково — Савелово і спочатку мало сполучення з Московсько-Ярославською залізницею через Бескудниківську залізницю. Ділянка Москва-Бескудниково була відкрита в березні 1902 (затримка пов'язана з вибором місця будівництва вокзалу). Гілка Вербилки — Велика Волга відкрита на початку 1930-х, розібрана під час війни, відновлена в 1950-х і продовжена до Дубни в 1969.
Ділянка Лосиноострівська-Інститут Колії (нині не існуючий) було електрифіковано в 1945, Москва-Ікша — в 1954, Бескудниково-Інститут Колії (нині не існуючий) — в 1955, Ікша-Дмитров — в 1956, Дмитров-Каналстрой — в 1961, Каналстрой-Вербилки-Дубна — в 1970. Вербилки-Савелово — в 1978. На всіх ділянках постійний струм, напруга 3 кВ.
На 2013 рік Савеловський напрямок двоколійний на ділянці від Москви до Дмитрова, далі одноколійний від Дмитрова до Дубни і до Савелово.
20 грудня 2013 року на засіданні Координаційної ради з розвитку транспортної мережі Москви і Московської області прийнято рішення про розвиток Савеловського напрямку, будівництво до 2017 року третьої і четвертої головної колії, нової лінії примикання до споруджуваного Північного терміналу аеропорту Шереметьєво.

## Адміністрація
Адміністративно Савеловський напрямок є Московсько-Савеловською дистанцією шляху і входить до складу Московсько-Смоленського регіону МЗ. Управління дистанції знаходиться на станції Москва-Бутирська за адресою: Савеловська лінія, 23.
У минулому лінія входила до складу Московсько-Ярославсько-Архангельської залізниці (1900—1906), Північних залізниць (1907—1936), Ярославської залізниці (1936—1953), Північної залізниці (1953—1959). У складі Московської залізниці з 1959.

## Сучасний розвиток
Побудована лінія від платформи Шереметьєвська до аеропорту Шереметьєво. Вона призначена для руху Аероекспрес, хоча в 2010 році щодобово по лінії було пущено дві пари звичайних електропоїздів, згодом скасованих. Регулярний рух Аероекспрес розпочався в червні 2008 року, здійснюється з Білоруського вокзалу без проміжних зупинок.

## Пасажирські платформи
На всій лінії високі платформи. Турнікетами (АСОКУПЕ) для проходу пасажирів обладнані тільки Савеловський вокзал, платформа Тимірязєвська, станція Бескудниково (з липня 2014 роки), Лобня (тільки платформа для Аероекспрес) і Дмитров. У січні 2016 року почалися роботи з будівництва турнікетів на платформах Долгопрудна і Ліанозово. Таблички з назвами станцій пофарбовані у помаранчевий і темно-червоний кольори (раніше — в синій і помаранчевий).
Напрямок активно модернізується. У 1994 пройшла реконструкція колійного господарства на станціях Марк і Лобня. Після запуску в 2008 році Аероекспрес «Савеловський вокзал — Термінал Шереметьєво» (пізніше маршрут став починатися від Білоруського вокзалу) була реконструйована платформа Шереметьєвська в обох напрямках.
Повністю реконструйовано 4-а платформа Москва-Бутирська, платформи Каналстрой, Депо, Морозко, в 2012 році закінчено реконструкцію платформи Депо в 2013-му — платформи Долгопрудна, Дегуніно. У 2014 році — станція Бескудниково з будівництвом міні-вокзалу та турнікетного павільйону, платформа Лугова (в Москву), станція Ікша. У 2015 — платформа Окружна, платформа Лугова (в область), станція Яхрома. У 2009 році розпочато і до 2010 року закінчено будівництво другої пасажирської платформи на третій колії станції Вербилки.
Реконструйовано станції Дубна та Велика Волга у місті Дубна.